# Waltzoyphius roberti
Waltzoyphius roberti is een haft uit de familie Baetidae. De wetenschappelijke naam van de soort is voor het eerst geldig gepubliceerd in 2002 door Thomas & Peru.
De soort komt voor in het Neotropisch gebied.